# Helrunar
Helrunar est un groupe de black metal allemand, originaire de Münster et Osnabrück en Allemagne.

## Biographie
Helrunar est formé au printemps 2001 en Rhénanie-du-Nord-Westphalie. Le nom du groupe s'inspire de l'ouvrage Helrunar: Ein Handbuch der Runenmagie de Jan Fries, publié en 1997. 
En 2003, le groupe enregistre sa première démo Grátr, publié en décembre la même année. En été 2004, le groupe signe son premier contrat d'enregistrement avec Prophecy Productions. À la fin de 2004, ils effectuent un split intitulé Hauch wird Sturm avec Nachtmart, publié en mai 2005. En décembre la même année, ils publie leur premier album studio, Frostnacht, au sous-label Lupus Lounge de Prophecy Productions. En août 2007, le groupe joue au festival Summer Breeze, en publie son deuxième album Baldr ok Íss. Le 29 mars 2008, le groupe joue au Ragnarök-Festival. Le 17 juin 2008, le guitariste Tim « Dionysos » Funke annonce son départ du groupe. Le 28 août 2009, Helrunar joue avec une nouvelle formation son premier concert depuis un an et demi au Wolfszeit Festival.
Le 7 janvier 2011, le groupe publie Sól I – Der Dorn im Nebel et Sól II – Zweige der Erinnerung deux albums-concept issus de l'album Sól. Le premier volet est publié le 24 janvier, et atteint la 54e place des classements musicaux allemands. En 2015, ils publient leur nouvel album, Niederkunfft.

## Style musical
Le style musical de Helrunar se caractérise par une atmosphère froide, des éléments typiques du black metal accompagnés de voix claires et de guitare acoustique.
Les textes, qui sont en allemand, en norvégien et en vieux norrois parlent la plupart de temps de mythologie nordique, ce qui explique pourquoi Helrunar est fréquemment considéré comme groupe de pagan metal. Pour la presse spécialisée, les textes sont intelligents et profonds,. Le groupe représente un impact significatif dans le kenning. Musicalement, le groupe s'inspire du black metal norvégien des années 1990 à 1995, et de groupes comme Helheim, Enslaved, Darkthrone, Satyricon, Ulver et Taake. stormbringer.at considère l'album Niederkunfft comme du death metal expérimental.

## Discographie

### Albums studio
- 2003 : Grátr
- 2005 : Frostnacht
- 2007 : Baldr Ok Íss
- 2011 : Sól
- 2011 : Sól I – Der Dorn im Nebel
- 2011 : Sól II – Zweige der Erinnerung
- 2015 : Niederkunfft

### Splits
- 2005 : Hauch wird Sturm (avec [[Nachtmart

```
(groupe)|Nightmare]])
```

- 2012 : Fragments – A Mythological Excavation (avec Árstíðir Lífsins)

### EP
- 2013 : Wein für Polyphem

## Membres

### Membres actuels
- Alsvartr – batterie, guitare, basse
- Skald Draugir – chant

### Ancien membre
- Dionysos – guitare